# Osceola

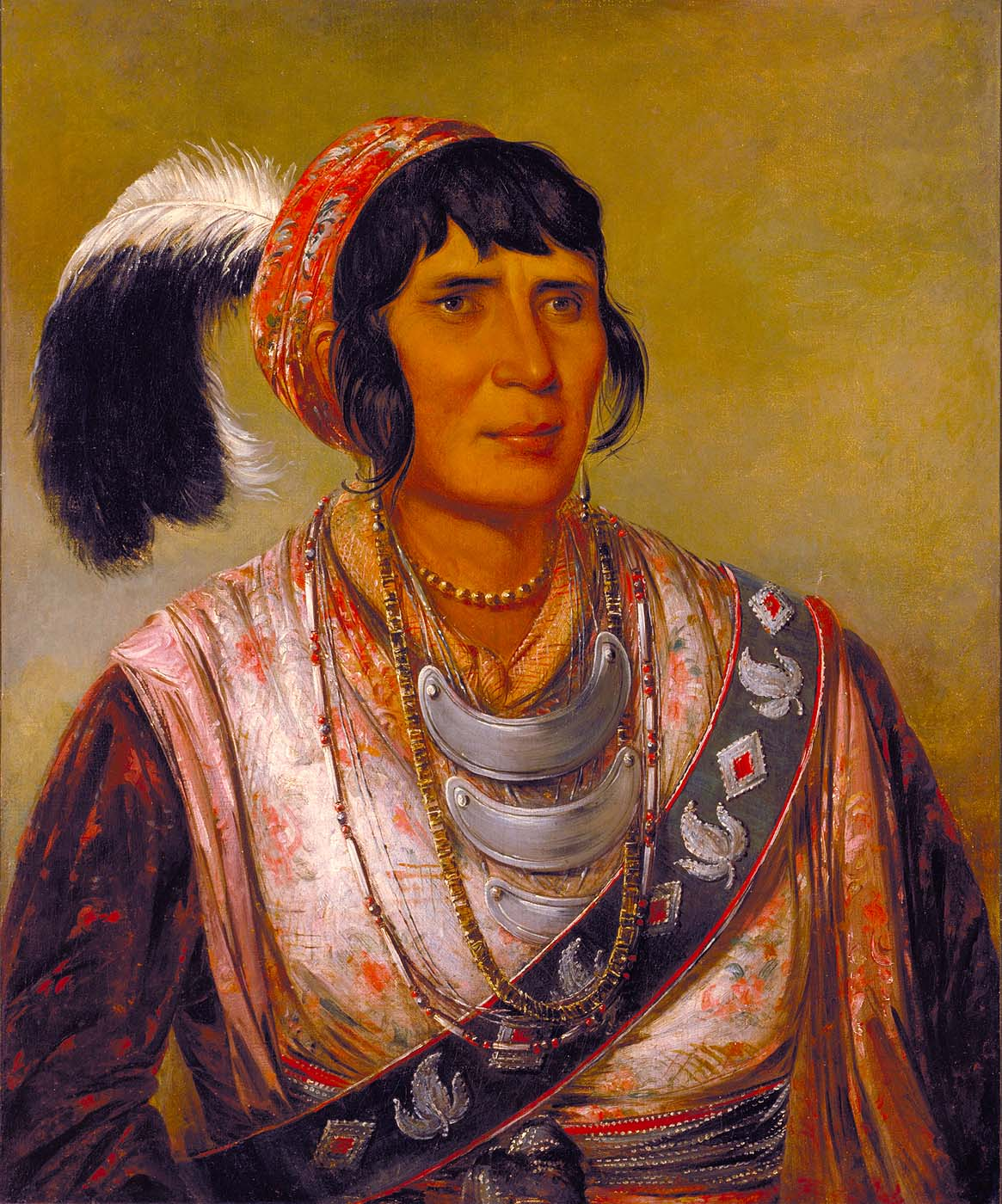
Osceola, Häuptling der Seminolen von George Catlin

Osceola (* 1804 in Alabama; † 20. Januar 1838 auf Sullivan’s Island) war ein bedeutender Anführer der Seminolen in den USA.

## Leben
Er wurde 1804 im Creekindianerdorf Talisi im heutigen Tallassee, Alabama, geboren und zog vier Jahre darauf mit seiner Mutter nach Florida.
Osceola führte zusammen mit Micanopy die Seminolen im zweiten der Seminolenkriege gegen die US-Armee. Der Krieg band zeitweise 200.000 US-Soldaten und war einer der kostspieligsten Indianerkriege der USA.
1837 wurde Osceola, als er auf die Armee zukam, um einen Waffenstillstand zu verhandeln, unter dem Kommando von Thomas Jesup gefangen genommen und nach Fort Moultrie in South Carolina gebracht, wo er am 20. Januar 1838 an einer Krankheit starb.

## Verfilmungen
- Seminole (deutscher Verleihtitel Seminola (1953)), Western von Budd Boetticher, Osceola wird von Anthony Quinn dargestellt
- Nackend in der Sonne (Naked in the Sun), US-amerikanischer Western von 1957 mit James Craig in der Rolle des Häuptlings
- Osceola, DEFA-Indianerfilm von 1971 mit Gojko Mitić als Osceola